# WKBL 베스트 5
WKBL 베스트 5(WKBL BEST 5)는 한국여자프로농구 정규리그에서 활약한 선수들 가운데 각 포지션별(가드 2, 포워드 2, 센터 1)로 시상하는 상이다. 정규리그의 2/3 이상 출전한 선수들 가운데, 기자단 투표로 수상자가 결정된다.

## 수상자
| 선수 (X)         | 선발된 횟수를 나타낸다                          |
| 선수 (굵은 글씨) | 해당 시즌 정규리그 MVP를 수상한 선수를 나타낸다 |

| 시즌      | 선수                | 국적           | 팀                     |
| --------- | ------------------- | -------------- | ---------------------- |
| 1998 여름 | 김지윤              | 대한민국       | 국민은행 여자농구단    |
| 1998 여름 | 양정옥              | 대한민국       | 상업은행 여자 농구단   |
| 1998 여름 | 유영주              | 대한민국       | 삼성생명 페라이온      |
| 1998 여름 | 정선민              | 대한민국       | 신세계 쿨캣            |
| 1998 여름 | 정은순              | 대한민국       | 삼성생명 페라이온      |
| 1999 여름 | 이미선              | 대한민국       | 삼성생명 페라이온      |
| 1999 여름 | 전주원              | 대한민국       | 현대 하이페리온        |
| 1999 여름 | 박정은              | 대한민국       | 삼성생명 페라이온      |
| 1999 여름 | 장선형              | 대한민국       | 신세계 쿨캣            |
| 1999 여름 | 정은순 (2)          | 대한민국       | 삼성생명 페라이온      |
| 2000 겨울 | 김지윤 (2)          | 대한민국       | 국민은행 여자농구단    |
| 2000 겨울 | 전주원 (2)          | 대한민국       | 청주 현대 하이페리온   |
| 2000 겨울 | 박정은 (2)          | 대한민국       | 수원 삼성생명 페라이온 |
| 2000 겨울 | 장선형 (2)          | 대한민국       | 광주 신세계 쿨캣       |
| 2000 겨울 | 정은순 (3)          | 대한민국       | 수원 삼성생명 페라이온 |
| 2000 여름 | 김지윤 (3)          | 대한민국       | 국민은행 여자농구단    |
| 2000 여름 | 전주원 (3)          | 대한민국       | 청주 현대 하이페리온   |
| 2000 여름 | 이언주              | 대한민국       | 광주 신세계 쿨캣       |
| 2000 여름 | 박정은 (3)          | 대한민국       | 수원 삼성생명 비추미   |
| 2000 여름 | 정선민 (2)          | 대한민국       | 광주 신세계 쿨캣       |
| 2001 겨울 | 이미선 (2)          | 대한민국       | 수원 삼성생명 비추미   |
| 2001 겨울 | 전주원 (4)          | 대한민국       | 청주 현대 하이페리온   |
| 2001 겨울 | 조혜진              | 대한민국       | 춘천 한빛은행 한새     |
| 2001 겨울 | 박정은 (4)          | 대한민국       | 수원 삼성생명 비추미   |
| 2001 겨울 | 정선민 (3)          | 대한민국       | 광주 신세계 쿨캣       |
| 2001 여름 | 김지윤 (4)          | 대한민국       | 성남 국민은행 세이버스 |
| 2001 여름 | 양정옥 (2)          | 대한민국       | 광주 신세계 쿨캣       |
| 2001 여름 | 김영옥              | 대한민국       | 청주 현대 하이페리온   |
| 2001 여름 | 장선형 (3)          | 대한민국       | 광주 신세계 쿨캣       |
| 2001 여름 | 정선민 (4)          | 대한민국       | 광주 신세계 쿨캣       |
| 2002 겨울 | 김지윤 (5)          | 대한민국       | 천안 KB 세이버스       |
| 2002 겨울 | 김영옥 (2)          | 대한민국       | 청주 현대 하이페리온   |
| 2002 겨울 | 이언주 (2)          | 대한민국       | 광주 신세계 쿨캣       |
| 2002 겨울 | 박정은 (5)          | 대한민국       | 수원 삼성생명 비추미   |
| 2002 겨울 | 정선민 (5)          | 대한민국       | 광주 신세계 쿨캣       |
| 2002 여름 | 이미선 (3)          | 대한민국       | 수원 삼성생명 비추미   |
| 2002 여름 | 김영옥 (3)          | 대한민국       | 청주 현대 하이페리온   |
| 2002 여름 | 변연하              | 대한민국       | 수원 삼성생명 비추미   |
| 2002 여름 | 조혜진 (2)          | 대한민국       | 춘천 우리은행 한새     |
| 2002 여름 | 정선민 (6)          | 대한민국       | 광주 신세계 쿨캣       |
| 2003 겨울 | 이미선 (4)          | 대한민국       | 수원 삼성생명 비추미   |
| 2003 겨울 | 김영옥 (4)          | 대한민국       | 청주 현대 하이페리온   |
| 2003 겨울 | 조혜진 (3)          | 대한민국       | 춘천 우리은행 한새     |
| 2003 겨울 | 타미카 캐칭스       | 미국           | 춘천 우리은행 한새     |
| 2003 겨울 | 정선민 (7)          | 대한민국       | 광주 신세계 쿨캣       |
| 2003 여름 | 전주원 (5)          | 대한민국       | 청주 현대 하이페리온   |
| 2003 여름 | 이미선 (5)          | 대한민국       | 수원 삼성생명 비추미   |
| 2003 여름 | 변연하 (2)          | 대한민국       | 수원 삼성생명 비추미   |
| 2003 여름 | 앤 바우터스         | 벨기에         | 수원 삼성생명 비추미   |
| 2003 여름 | 이종애              | 대한민국       | 춘천 우리은행 한새     |
| 2004 겨울 | 이미선 (6)          | 대한민국       | 수원 삼성생명 비추미   |
| 2004 겨울 | 김지윤 (6)          | 대한민국       | 인천 금호생명 팰컨스   |
| 2004 겨울 | 변연하 (3)          | 대한민국       | 수원 삼성생명 비추미   |
| 2004 겨울 | 박정은 (6)          | 대한민국       | 수원 삼성생명 비추미   |
| 2004 겨울 | 정선민 (8)          | 대한민국       | 천안 KB 세이버스       |
| 2005 겨울 | 김지윤 (7)          | 대한민국       | 인천 금호생명 팰컨스   |
| 2005 겨울 | 김영옥 (5)          | 대한민국       | 춘천 우리은행 한새     |
| 2005 겨울 | 변연하 (4)          | 대한민국       | 수원 삼성생명 비추미   |
| 2005 겨울 | 정선민 (9)          | 대한민국       | 천안 KB 세이버스       |
| 2005 겨울 | 신정자              | 대한민국       | 천안 KB 세이버스       |
| 2005 여름 | 전주원 (6)          | 대한민국       | 안산 신한은행 에스버드 |
| 2005 여름 | 김영옥 (6)          | 대한민국       | 춘천 우리은행 한새     |
| 2005 여름 | 박정은 (7)          | 대한민국       | 용인 삼성생명 비추미   |
| 2005 여름 | 정선민 (10)         | 대한민국       | 천안 KB 세이버스       |
| 2005 여름 | 아이시스 틸리스     | 미국           | 용인 삼성생명 비추미   |
| 2006 겨울 | 전주원 (7)          | 대한민국       | 안산 신한은행 에스버드 |
| 2006 겨울 | 김지윤 (8)          | 대한민국       | 구리 금호생명 팰컨스   |
| 2006 겨울 | 변연하 (5)          | 대한민국       | 용인 삼성생명 비추미   |
| 2006 겨울 | 타미카 캐칭스 (2)   | 미국           | 춘천 우리은행 한새     |
| 2006 겨울 | 태즈 맥윌리엄스     | 미국           | 안산 신한은행 에스버드 |
| 2006 여름 | 전주원 (8)          | 대한민국       | 안산 신한은행 에스버드 |
| 2006 여름 | 김정은              | 대한민국       | 부천 신세계 쿨캣       |
| 2006 여름 | 변연하 (6)          | 대한민국       | 용인 삼성생명 비추미   |
| 2006 여름 | 정선민 (11)         | 대한민국       | 천안 KB 세이버스       |
| 2006 여름 | 마리아 스테파노바   | 러시아         | 천안 KB 세이버스       |
| 2007 겨울 | 전주원 (9)          | 대한민국       | 안산 신한은행 에스버드 |
| 2007 겨울 | 박정은 (8)          | 대한민국       | 용인 삼성생명 비추미   |
| 2007 겨울 | 김정은 (2)          | 대한민국       | 부천 신세계 쿨캣       |
| 2007 겨울 | 타미카 캐칭스 (3)   | 미국           | 춘천 우리은행 한새     |
| 2007 겨울 | 로런 잭슨           | 오스트레일리아 | 용인 삼성생명 비추미   |
| 2007-08   | 최윤아              | 대한민국       | 안산 신한은행 에스버드 |
| 2007-08   | 이미선 (7)          | 대한민국       | 용인 삼성생명 비추미   |
| 2007-08   | 변연하 (7)          | 대한민국       | 용인 삼성생명 비추미   |
| 2007-08   | 정선민 (12)         | 대한민국       | 안산 신한은행 에스버드 |
| 2007-08   | 신정자 (2)          | 대한민국       | 구리 금호생명 레드윙스 |
| 2008-09   | 최윤아 (2)          | 대한민국       | 안산 신한은행 에스버드 |
| 2008-09   | 이미선 (8)          | 대한민국       | 용인 삼성생명 비추미   |
| 2008-09   | 박정은 (9)          | 대한민국       | 용인 삼성생명 비추미   |
| 2008-09   | 정선민 (13)         | 대한민국       | 안산 신한은행 에스버드 |
| 2008-09   | 신정자 (3)          | 대한민국       | 구리 금호생명 레드윙스 |
| 2009-10   | 이미선 (9)          | 대한민국       | 용인 삼성생명 비추미   |
| 2009-10   | 변연하 (8)          | 대한민국       | 천안 KB 세이버스       |
| 2009-10   | 정선민 (14)         | 대한민국       | 안산 신한은행 에스버드 |
| 2009-10   | 신정자 (4)          | 대한민국       | 구리 금호생명 레드윙스 |
| 2009-10   | 김계령              | 대한민국       | 춘천 우리은행 한새     |
| 2010-11   | 이미선 (10)         | 대한민국       | 용인 삼성생명 비추미   |
| 2010-11   | 이경은              | 대한민국       | 구리 KDB생명 위너스    |
| 2010-11   | 김정은 (3)          | 대한민국       | 부천 신세계 쿨캣       |
| 2010-11   | 김단비              | 대한민국       | 안산 신한은행 에스버드 |
| 2010-11   | 신정자 (5)          | 대한민국       | 구리 KDB생명 위너스    |
| 2011-12   | 김지윤 (9)          | 대한민국       | 부천 신세계 쿨캣       |
| 2011-12   | 최윤아 (3)          | 대한민국       | 안산 신한은행 에스버드 |
| 2011-12   | 김단비 (2)          | 대한민국       | 안산 신한은행 에스버드 |
| 2011-12   | 변연하 (9)          | 대한민국       | 청주 KB 스타즈         |
| 2011-12   | 신정자 (6)          | 대한민국       | 구리 KDB생명 위너스    |
| 2012-13   | 최윤아 (4)          | 대한민국       | 안산 신한은행 에스버드 |
| 2012-13   | 박혜진              | 대한민국       | 춘천 우리은행 한새     |
| 2012-13   | 임영희              | 대한민국       | 춘천 우리은행 한새     |
| 2012-13   | 변연하 (10)         | 대한민국       | 청주 KB 스타즈         |
| 2012-13   | 신정자 (7)          | 대한민국       | 구리 KDB생명 위너스    |
| 2013-14   | 이미선 (11)         | 대한민국       | 용인 삼성생명 블루밍스 |
| 2013-14   | 박혜진 (2)          | 대한민국       | 춘천 우리은행 한새     |
| 2013-14   | 임영희 (2)          | 대한민국       | 춘천 우리은행 한새     |
| 2013-14   | 김정은 (4)          | 대한민국       | 부천 하나외환          |
| 2013-14   | 쉐키나 스트릭렌     | 미국           | 안산 신한은행 에스버드 |
| 2014-15   | 박혜진 (3)          | 대한민국       | 춘천 우리은행 한새     |
| 2014-15   | 홍아란              | 대한민국       | 청주 KB 스타즈         |
| 2014-15   | 김단비 (3)          | 대한민국       | 인천 신한은행 에스버드 |
| 2014-15   | 카리마 크리스마스   | 미국           | 인천 신한은행 에스버드 |
| 2014-15   | 양지희              | 대한민국       | 춘천 우리은행 한새     |
| 2015-16   | 박혜진 (4)          | 대한민국       | 춘천 우리은행 한새     |
| 2015-16   | 이경은 (2)          | 대한민국       | 구리 KDB생명 위너스    |
| 2015-16   | 임영희 (3)          | 대한민국       | 춘천 우리은행 한새     |
| 2015-16   | 쉐키나 스트릭렌 (2) | 미국           | 춘천 우리은행 한새     |
| 2015-16   | 공석                |                |                        |
| 2016-17   | 박혜진 (5)          | 대한민국       | 아산 우리은행 위비     |
| 2016-17   | 강이슬              | 대한민국       | 부천 KEB하나은행       |
| 2016-17   | 김단비 (4)          | 대한민국       | 인천 신한은행 에스버드 |
| 2016-17   | 엘리사 토마스       | 미국           | 용인 삼성생명 블루밍스 |
| 2016-17   | 존쿠엘 존스         | 바하마         | 아산 우리은행 위비     |
| 2017-18   | 박혜진 (6)          | 대한민국       | 아산 우리은행 위비     |
| 2017-18   | 강이슬 (2)          | 대한민국       | 부천 KEB하나은행       |
| 2017-18   | 김정은 (5)          | 대한민국       | 아산 우리은행 위비     |
| 2017-18   | 엘리사 토마스 (2)   | 미국           | 용인 삼성생명 블루밍스 |
| 2017-18   | 박지수              | 대한민국       | 청주 KB 스타즈         |
| 2018-19   | 박하나              | 대한민국       | 용인 삼성생명 블루밍스 |
| 2018-19   | 박혜진 (7)          | 대한민국       | 아산 우리은행 위비     |
| 2018-19   | 김정은 (6)          | 대한민국       | 아산 우리은행 위비     |
| 2018-19   | 카일라 쏜튼         | 미국           | 청주 KB 스타즈         |
| 2018-19   | 박지수 (2)          | 대한민국       | 청주 KB 스타즈         |
| 2019-20   | 박혜진 (8)          | 대한민국       | 아산 우리은행 위비     |
| 2019-20   | 안혜지              | 대한민국       | 부산 BNK 썸            |
| 2019-20   | 강이슬 (3)          | 대한민국       | 부천 하나은행          |
| 2019-20   | 카일라 쏜튼 (2)     | 미국           | 청주 KB 스타즈         |
| 2019-20   | 박지수 (3)          | 대한민국       | 청주 KB 스타즈         |
| 2020-21   | 박지현 (1)          | 대한민국       | 아산 우리은행 위비     |
| 2020-21   | 신지현 (1)          | 대한민국       | 부천 하나원큐          |
| 2020-21   | 김소니아 (1)        | 루마니아       | 아산 우리은행 위비     |
| 2020-21   | 김단비 (5)          | 대한민국       | 인천 신한은행 에스버드 |
| 2020-21   | 박지수 (4)          | 대한민국       | 청주 KB 스타즈         |
| 2021-22   | 신지현 (2)          | 대한민국       | 부천 하나원큐          |
| 2021-22   | 박혜진 (9)          | 대한민국       | 아산 우리은행 우리WON  |
| 2021-22   | 김단비 (6)          | 대한민국       | 인천 신한은행 에스버드 |
| 2021-22   | 강이슬 (4)          | 대한민국       | 청주 KB 스타즈         |
| 2021-22   | 박지수 (5)          | 대한민국       | 청주 KB 스타즈         |
| 2022-23   | 박지현 (2)          | 대한민국       | 아산 우리은행 우리WON  |
| 2022-23   | 이소희 (1)          | 대한민국       | 부산 BNK 썸            |
| 2022-23   | 김단비 (7)          | 대한민국       | 아산 우리은행 우리WON  |
| 2022-23   | 김소니아 (2)        | 루마니아       | 인천 신한은행 에스버드 |
| 2022-23   | 배혜윤 (1)          | 대한민국       | 용인 삼성생명 블루밍스 |
| 2023-24   | 박지현 (3)          | 대한민국       | 아산 우리은행 우리WON  |
| 2023-24   | 허예은 (1)          | 대한민국       | 청주 KB 스타즈         |
| 2023-24   | 김단비 (8)          | 대한민국       | 아산 우리은행 우리WON  |
| 2023-24   | 김소니아 (3)        | 루마니아       | 인천 신한은행 에스버드 |
| 2023-24   | 박지수 (6)          | 대한민국       | 청주 KB 스타즈         |

## 최다 수상
다음은 베스트 5에 5회 이상 선발된 선수들의 명단이다.
| ^ | 현역 선수를 가리킨다 |

| 선수    | 선발 횟수 | 정규리그 MVP |
| ------- | --------- | ------------ |
| 정선민  | 14        | 7            |
| 이미선  | 11        | 1            |
| 변연하  | 10        | 3            |
| 김지윤  | 9         | 0            |
| 박정은  | 9         | 0            |
| 전주원  | 9         | 1            |
| 박혜진^ | 9         | 5            |
| 김단비^ | 8         | 1            |
| 신정자  | 7         | 1            |
| 박지수^ | 6         | 4            |
| 김영옥  | 6         | 2            |
| 김정은^ | 6         | 0            |

## 참고
- “2018-2019 WKBL 가이드북” (PDF). 《한국여자농구연맹》. 2018년 10월 31일. 85쪽.